# خالد المغربی
خالد المغربی (عربی: خالد المغربي؛ زادهٔ ۱۱ سپتامبر ۱۹۹۲) یک ورزشکار اهل عربستان سعودی است.
از باشگاه‌هایی که در آن بازی کرده‌است می‌توان به باشگاه فوتبال القادسیه عربستان سعودی اشاره کرد.